# Grace (ラジオ番組)
grace（グレイス）は、2007年4月2日から2022年9月29日までFMとやまで放送されていたラジオ番組。

## パーソナリティ

### 現在
- 垣田文子（月曜・火曜担当、2014年4月[2] - ）
  - 2019年1月末に負傷し、治療・リハビリのため一時降板[3]。同年2月と3月は田島が代理を務めた。
- 田島悠紀子（水曜・木曜担当、放送開始 - ）
  - 放送開始時から2011年3月までは全曜日担当[2]。
  - 2011年4月から同年6月までは第2,4火曜も担当[4]。
  - 2019年2月と3月は再び全曜日担当[5]。（垣田の代理）

### 過去
| 期間     | 期間      | 月曜       | 火曜                                           | 水曜・木曜 |
| -------- | --------- | ---------- | ---------------------------------------------- | ---------- |
| 2007.4.2 | 2011.3.31 | 田島悠紀子 | 田島悠紀子                                     | 田島悠紀子 |
| 2011.4.4 | 2011.6.30 | 今井隆信   | 今井隆信（第1・3・5週） 田島悠紀子（第2・4週） | 田島悠紀子 |
| 2011.7.4 | 2014.3.31 | 今井隆信   | 今井隆信                                       | 田島悠紀子 |
| 2014.4.1 | 2019.1.31 | 垣田文子   | 垣田文子                                       | 田島悠紀子 |
| 2019.2.4 | 2019.3.28 | 田島悠紀子 | 田島悠紀子                                     | 田島悠紀子 |
| 2019.4.1 | 2022.9.29 | 垣田文子   | 垣田文子                                       | 田島悠紀子 |

## 放送時間
- 放送開始 - 2012年3月：13:30 - 15:55
- 2012年4月[6] - 2020年3月：13:30 - 15:50
- 2020年4月[7]- 2022年9月29日：13:30 - 15:55

## コーナー
2022年4月現在
毎日
- JFNラジオショッピング（14:50）
- 吉田麻也のチャレンジ＆カバー（14:55）

日替わり
- fromアーバンプレイス（月曜13:45）
- デリデリどっとこむ（月曜14:15）
- 第一生命 安心の絆（第3月曜14:25)
- ぱそこん村富山リポート（第2月曜15:00）
- 百選横丁おすすめ情報（月曜15:20）
- おしゃべりマチネ（第1,2,3火曜13:45）
- graceピックアップ（火,水,木曜14:15）
- We Love Animal（第1火曜14:25）
- なるほどマネーライフ（第2,4火曜14:25）
- 元気に◎とやまスマイリー（第3火曜15:20）
- スーパー乗るだけセット（第4火曜15:20）
- ユキコレ（水曜13:43頃）
- お口の中から健康に（第3水曜14:25）
- 住まいの窓口（第1水曜15:20頃）
- 植物園探検（第2水曜15:20頃）
- モステン モーターバル（木曜13:45）
- さくらストリート（第1,3木曜15:20）
- ヨガスタジオセンティア ヨガスタイル（第2木曜15:20）
- ゆくりえ温泉タイム（第4木曜15:20）